# Desseling
Desseling (lorenès Desselé) és un municipi francès situat al departament del Mosel·la i a la regió del Gran Est. L'any 2007 tenia 107 habitants.

## Demografia

### Població
El 2007 la població de fet de Desseling era de 107 persones. Hi havia 48 famílies, de les quals 16 eren unipersonals (4 homes vivint sols i 12 dones vivint soles), 8 parelles sense fills, 20 parelles amb fills i 4 famílies monoparentals amb fills.
La població ha evolucionat segons el següent gràfic:
Habitants censats

### Habitatges
El 2007 hi havia 52 habitatges, 46 eren l'habitatge principal de la família i 6 eren segones residències. 47 eren cases i 5 eren apartaments. Dels 46 habitatges principals, 33 estaven ocupats pels seus propietaris, 6 estaven llogats i ocupats pels llogaters i 7 estaven cedits a títol gratuït; 3 tenien tres cambres, 12 en tenien quatre i 31 en tenien cinc o més. 39 habitatges disposaven pel capbaix d'una plaça de pàrquing. A 25 habitatges hi havia un automòbil i a 19 n'hi havia dos o més.

### Piràmide de població
La piràmide de població per edats i sexe el 2009 era:
| Homes | Edats   | Dones |
| ----- | ------- | ----- |
| 0     | 95 o +  | 0     |
| 0     | 90 a 94 | 0     |
| 4     | 85 a 89 | 4     |
| 0     | 80 a 84 | 0     |
| 0     | 75 a 79 | 4     |
| 0     | 70 a 74 | 0     |
| 4     | 65 a 69 | 4     |
| 8     | 60 a 64 | 0     |
| 4     | 55 a 59 | 8     |
| 0     | 50 a 54 | 8     |
| 4     | 45 a 49 | 4     |
| 0     | 40 a 44 | 4     |
| 0     | 35 a 39 | 0     |
| 12    | 30 a 34 | 4     |
| 0     | 25 a 29 | 8     |
| 12    | 20 a 24 | 4     |
| 0     | 15 a 19 | 0     |
| 0     | 10 a 14 | 0     |
| 0     | 5 a 9   | 0     |
| 0     | 0 a 4   | 0     |

## Economia
El 2007 la població en edat de treballar era de 63 persones, 45 eren actives i 18 eren inactives. De les 45 persones actives 41 estaven ocupades (26 homes i 15 dones) i 4 estaven aturades (3 homes i 1 dona). De les 18 persones inactives 4 estaven jubilades, 1 estava estudiant i 13 estaven classificades com a «altres inactius».
Activitats econòmiques
Dels 2 establiments que hi havia el 2007, 1 era d'una empresa de transport i 1 d'una empresa d'hostatgeria i restauració.
L'any 2000 a Desseling hi havia 4 explotacions agrícoles.

## Poblacions més properes
El següent diagrama mostra les poblacions més properes.